# Elena da Feltre

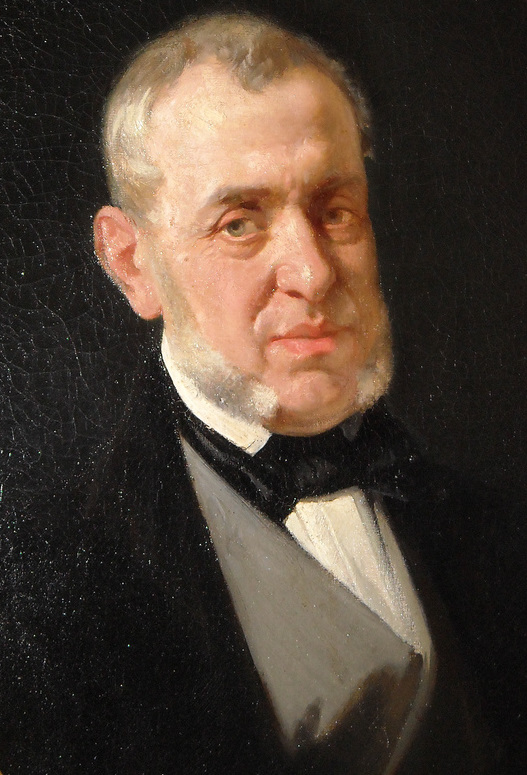
Saverio Mercadante

Elena da Feltre är en opera (Dramma tragico) i tre akter med musik av Saverio Mercadante och libretto av Salvadore Cammarano.
Mercadante skrev om sin opera: "Jag har fortsatt revolutionen som jag påbörjade med Il giuramento". Musiken blev mer originell och anpassades efter dramat. Orkestreringen utökades men inte på bekostnad av sången. Inga långa solopartier som stoppade upp handlingen och gjorde övriga deltagare onödiga på scenen. 
Operan hade premiär den 1 januari 1819 på Teatro di San Carlo i Neapel. 
Handlingen utspelas i den norditalienska staden Feltre år 1250 mitt under striderna mellan Ghibelliner och Guelfer. Hjältinnan Elena tvingas ge upp sin lycka för att rädda sin fader men får reda på han har dött genom förräderi. Hennes älskare gifter sig med en rival och hon dör av dorg.